# Neofabraea malicorticis

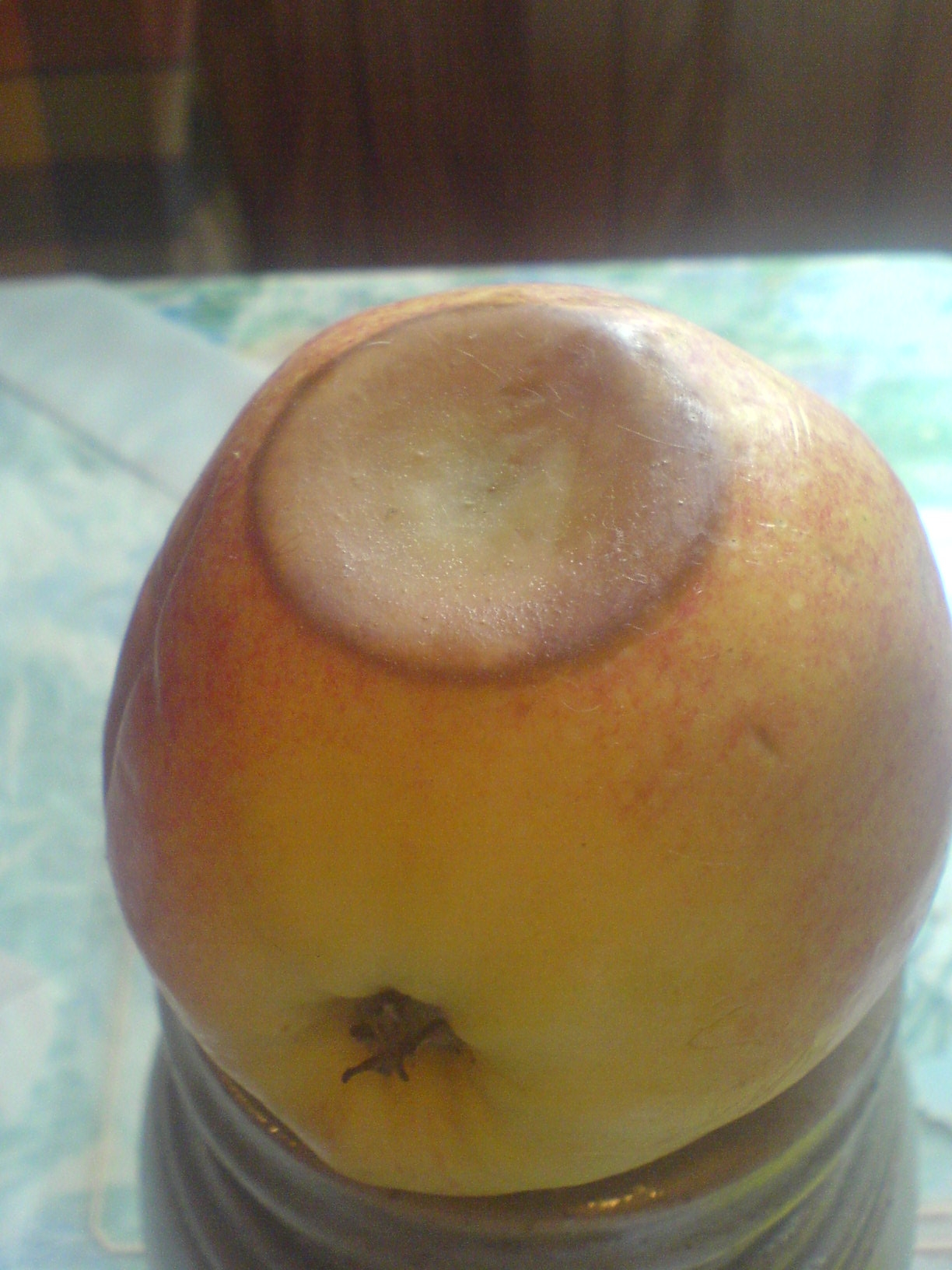
Jabłko porażone przez Neofabraea malicorticis

Neofabraea malicorticis H.S. Jacks. – gatunek grzybów z rodziny Dermateaceae. Pasożyt, wraz z gatunkiem Neofabraea vagabunda wywołujący zgorzel kory jabłoni i gorzką zgniliznę jabłek.

## Systematyka i nazewnictwo
Pozycja w klasyfikacji według Index Fungorum: Neofabraea, Dermateaceae, Helotiales, Leotiomycetidae, Leotiomycetes, Pezizomycotina, Ascomycota, Fungi.
Synonimy:

- Pezicula malicorticis (H.S. Jacks.) Nannf. 1932
- Gloeosporium perennans sensu Zeller &; Childs 2008
- Macrophoma curvispora Peck 1900
- Cryptosporiopsis curvispora (Peck) Gremmen 1959
- Gloeosporium malicorticis Cordley 1900
- Myxosporium malicorticis (Cordley) Potebnia 1907
- Cryptosporiopsis malicorticis (Cordley) Nannf. 1932[3].

## Morfologia
Grzyb mikroskopijny, saprotrof i pasożyt. Znana jest głównie jego anamorfa, teleomorfa występuje bardzo rzadko i nie odgrywa roli w zakażaniu drzew.
Grzybnia hodowana na agarowej pożywce po 14 dniach osiąga średnicę 6 cm. Składa się z grzybni powietrznej złożonej z białych strzępek. Zarodniki konidialne wytwarzane są w kubeczkowatych acerwulusach zbudowanych z małych, izodiametrycznych komórek o średnicy 4–8 μm i jasnożółtej barwie. Po 2-4 tygodniach formowane są w nich bezbarwne konidiofory z fialidami. Fialidy o kształcie cylindrycznym do wąsko gruszkowatego, długości przeważnie 12–16 μm i grubości 2,5–3 μm. Wytwarzane są w nich makrokonidia, mikrokonidia oraz zarodniki o wielkości pośredniej – te najczęściej. Makrokonidia o bardzo zmiennym kształcie, zazwyczaj lekko lub silnie (na kształt litery U) zakrzywione, często z 1-3 przegrodami, bezbarwne, o rozmiarach 15–35 × 3–6 μm. Dojrzałe podczas uwalniania się z worków wypełnione są ziarnistą zawartością lub zmienną liczbą oleistych kropel. Mikrokonidia często złączone w proste lub rozgałęzione łańcuszki, bezbarwne, o średnicy 2,5–3,5 μm, cylindryczne, proste lub nieco wygięte. Mają zaokrąglony wierzchołek, obciętą podstawę i ziarnistą zawartość.
Owocniki w postaci apotecjów powstają pojedynczo lub w grupach w ciemnej, martwej korze, porażonej w poprzednim już roku. Są siedzące, lub na krótkim trzonku. Mają tarczkę o średnicy 0,5–1 mm, początkowo wklęsłą, potem płaską, na koniec wypukłą, o barwie szarej, jasnocielistej lub brązowawej. Brzeżki słabo rozwinięte. 8-zarodnikowe worki cylindryczne, zgrubiałe, o zaokrąglonych wierzchołkach, zwężonych do krótkiej szypułki. Mają rozmiar 75–100 × 10–20 μm. Wstawki liczne, nitkowate, z przegrodami, tępe, proste lub rozgałęzione, bezbarwne, o szerokości 1,8–2,5 μm. Askospory nierównoboczne, wydłużone, elipsoidalne, proste lub zakrzywione, o zaokrąglonych lub nieco spiczastych końcach. Są bez przegród, cienkościenne, bezbarwne, o powierzchni grubo ziarnistej lub drobno gruczołkowatej.

## Występowanie i siedlisko
Jest szeroko rozprzestrzeniony. Podano występowanie w Ameryce Północnej, Europie i Nowej Zelandii.
Pasożytuje na jabłoni i gruszy.